# Baklava
Il baklava (turco ) o baclava è un dessert ricco di zucchero (o miele) e frutta secca originario dell'odierna Turchia. Era uno dei dolci più popolari della cucina ottomana. È molto popolare nella cucina turca e in gran parte delle altre cucine del Medio Oriente, in quelle del Caucaso del sud, dell'Asia Centrale e dei Balcani. Esistono diverse versioni, fra le quali quelle algerina (Baklawa (arabo: بقلاوة, Tifinagh: ⴱⴰⴽⵍⴰⴹⴰ), albanese (bakllava), araba (بقلاوة baqlāwa), armena (փախլավա pʼaḫlava), bosniaca (baklava), bulgara (баклава), greca (μπακλαβάς baklavàs), persiana (باقلوا baqlavā) e romena (baclava).

## Origini
La storia del baklava non è ben documentata. È stata rivendicata da molti gruppi etnici, ma molto probabilmente si tratta di un piatto turco proveniente dall'Asia Centrale, sviluppato nella sua forma attuale nelle cucine imperiali del Palazzo di Topkapı.
Molti dolci ottomani, utilizzando pasta, grano, sesamo, noci e frutta, sono simili a dolci analoghi della cucina bizantina, alcuni dei quali erano simili al börek, halva, e così via. Speros Vryonis identifica il dolce greco antico chiamato alternativamente gastris (γάστρις), koptè (κοπτὴ σησαμίς), koptòn (κοπτόν), o koptoplakùs (κοπτός), menzionato nei Dipnosofisti di Ateneo, come il baklava, e lo definisce un "piatto preferito dai bizantini". Ma sebbene il gastris contenesse un ripieno di noci e miele, i suoi strati esterni non contenevano alcuna pasta, ma piuttosto una miscela di miele e sesamo simile ai moderni pasteli o halva.
Perry ha raccolto prove per dimostrare che pani a strati sono stati creati dai popoli turchi dell'Asia centrale, e sostiene che "l'anello mancante" tra i pani piegati e stratificati dell'Asia centrale (che non contengono noci) e la pasticceria moderna a base di pasta sfoglia come il baklava è il piatto azero Bakı pakhlavası, il quale utilizza strati di pasta e noci. Il tradizionale pakhlava, puskal o yupka usbeco, e specialità gastronomiche tartare come lo Yoka, tutti Börek dolci o salati composti da 10-12 strati di pasta, sono i primi esempi di pasta a strati nelle regioni turche. La pasta fillo sottile come quella usata oggi, probabilmente è stata sviluppata nelle cucine del Palazzo di Topkapı.
Il Sultano era solito donare vassoi di baklava ai giannizzeri il 15 del mese di Ramadan in una processione cerimoniale chiamata Baklava Alayı.
Altre ipotesi sulle origini del baklava comprendono: che esso risalga all'antica Mesopotamia, e sia stato menzionato in un libro di cucina mesopotamica sui piatti a base di noce; che al-Baghdadi lo descriva nel suo libro di cucina del XIII secolo; che si tratti di un dolce popolare bizantino. Tuttavia Claudia Roden non ha trovato alcuna evidenza di ciò in fonti arabe o persiane anteriori al periodo ottomano. Un'ultima ipotesi è che derivi dalla Placenta, una focaccia Romana antica.
Una delle più antiche ricette conosciute di un tipo di proto-baklava si trova in un libro di cucina cinese scritto nel 1330 sotto la Dinastia Yuan sotto il nome di güllach. Il "Güllaç" esiste ancora nella cucina turca. In questo dolce, strati di pasta fillo sovrapposti sono bagnati uno ad uno in latte riscaldato con lo zucchero. Esso si serve con noci e melograno fresco e generalmente viene mangiato durante il Ramadan.

## Varietà Regionali

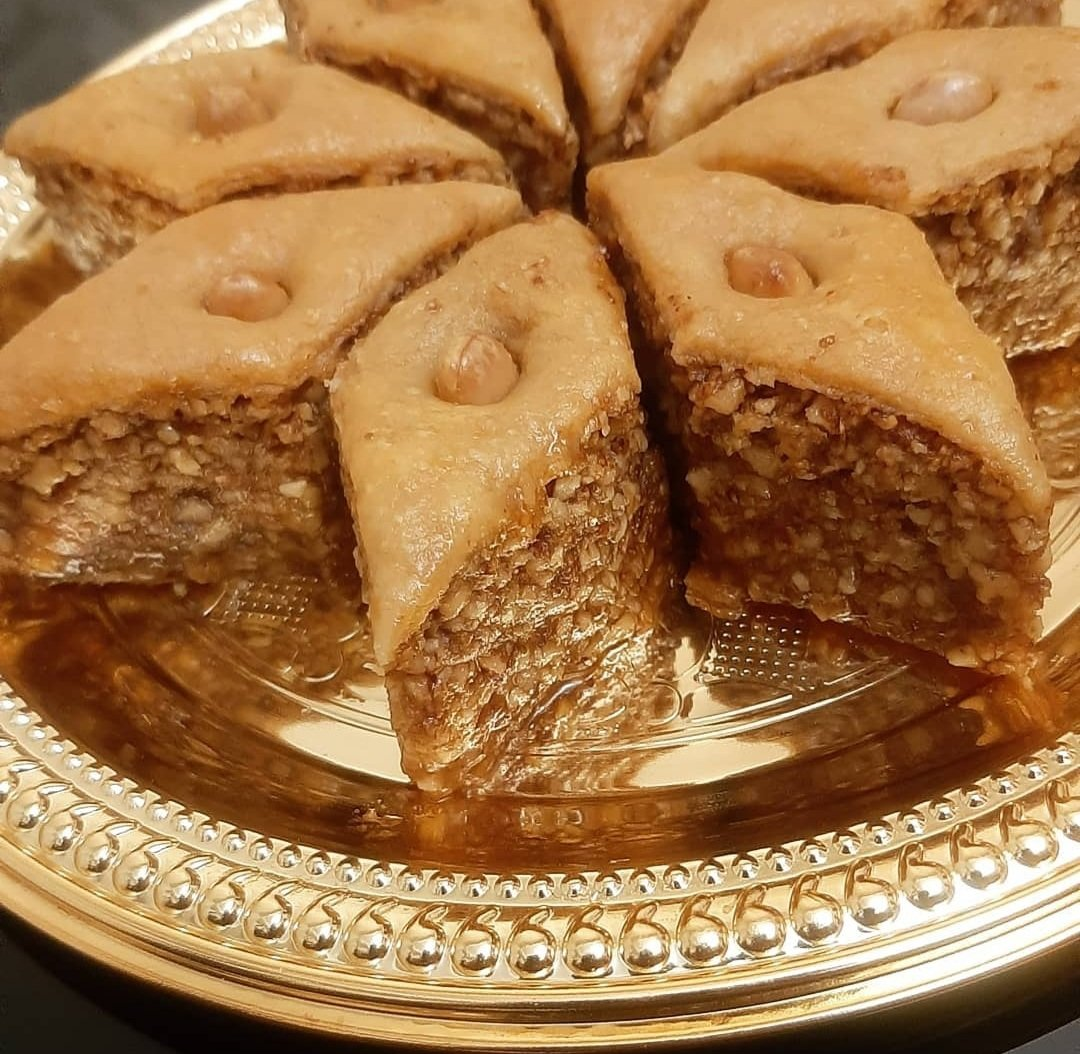
baklawa algerina servita durante l'Eid

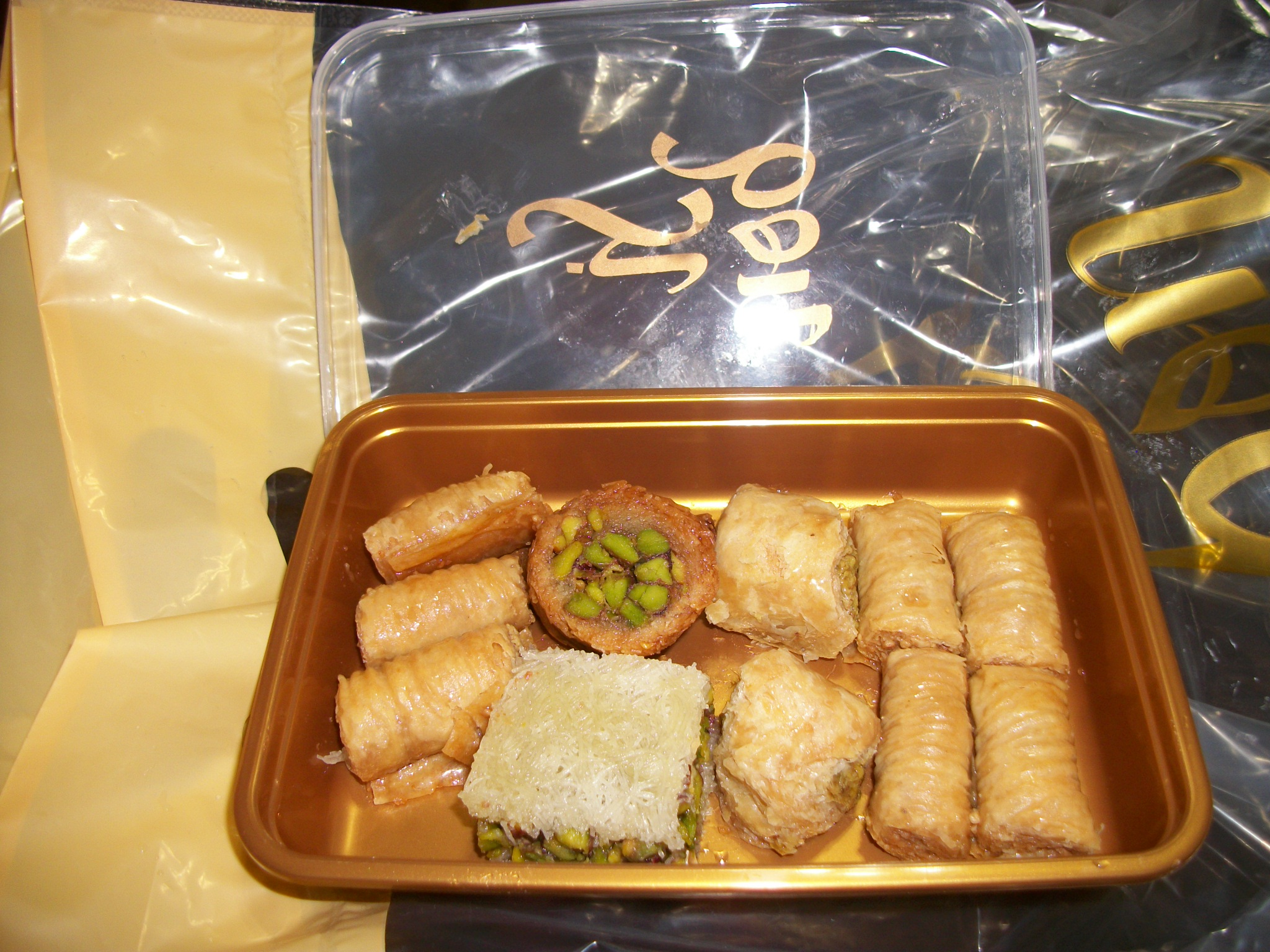
Baklava libanesi

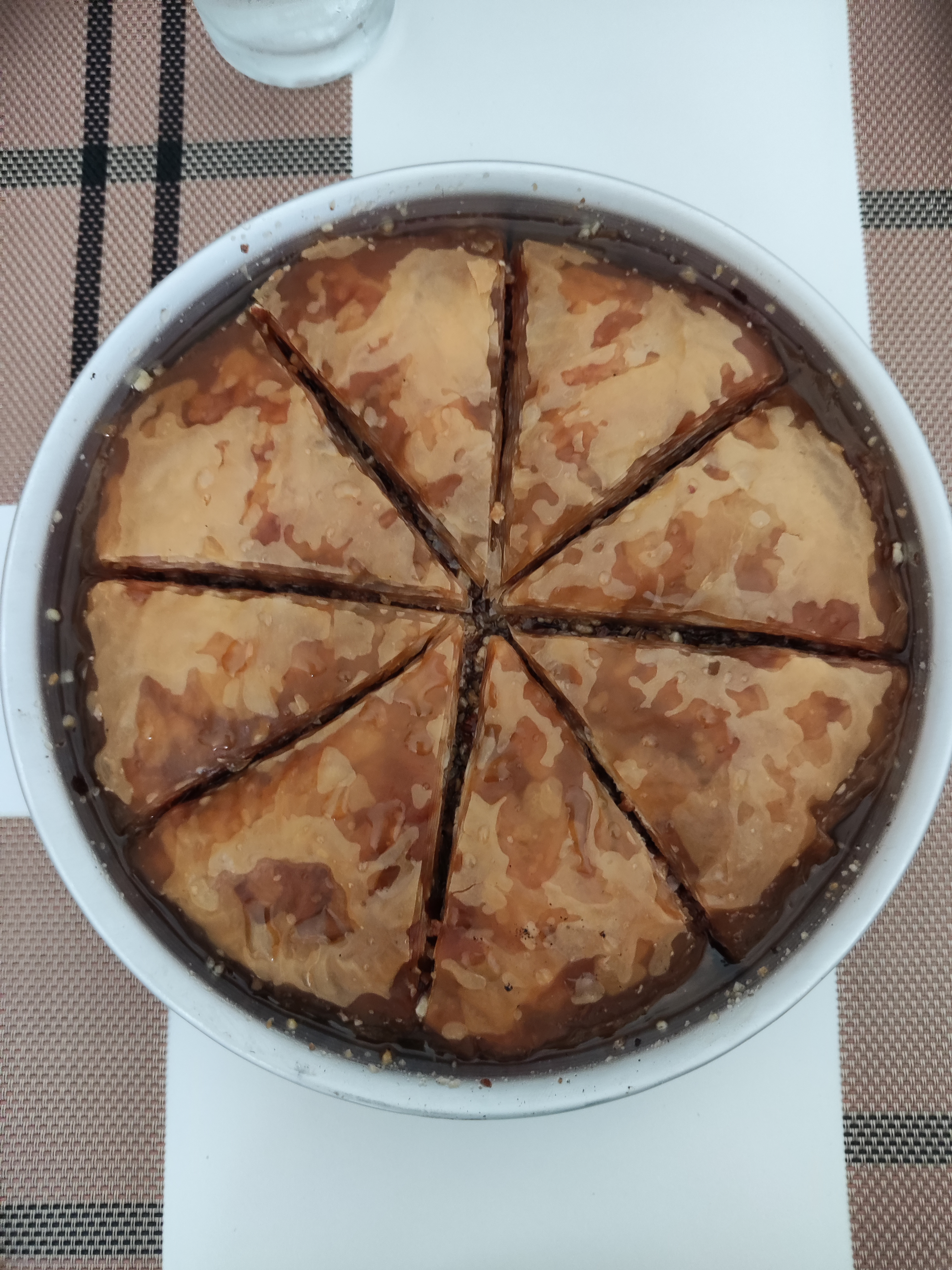
Baklava greci

Ciascuna regione possiede la sua variante. Si tratta di un piatto molto dolce costituito di pasta fillo, sciroppo di zucchero (il quale può essere sostituito con il miele) e, in base alle ricette di pistacchi, noci o nocciole. In Libano da molti anni è stata introdotta anche la versione del baklava per diabetici.

### Algeria
Il baklava in Algeria è chiamato Baklawa (arabo: بقلاوة, Tifinagh: ⴱⴰⴽⵍⴰⴹⴰ). Nella maggior parte delle regioni algerine, il baklava è il pezzo forte di ogni tavola di dolci. Questo tipo di baklava ha origine nella città algerina di Costantine. Il baklava algerino è diverso in quanto non viene utilizzata la pasta fillo. Invece, usano un altro tipo di pasta sottile chiamata malsouka o warqa e invece di noci o pistacchi usano le mandorle.
Come altre forme di baklava, la pasta a strati viene tagliata in pezzi a forma di diamante e ha una mandorla posta sopra ogni pezzo prima di essere infornata. Viene quindi messo a bagno in uno sciroppo di miele, zucchero e succo di limone.

### Siria

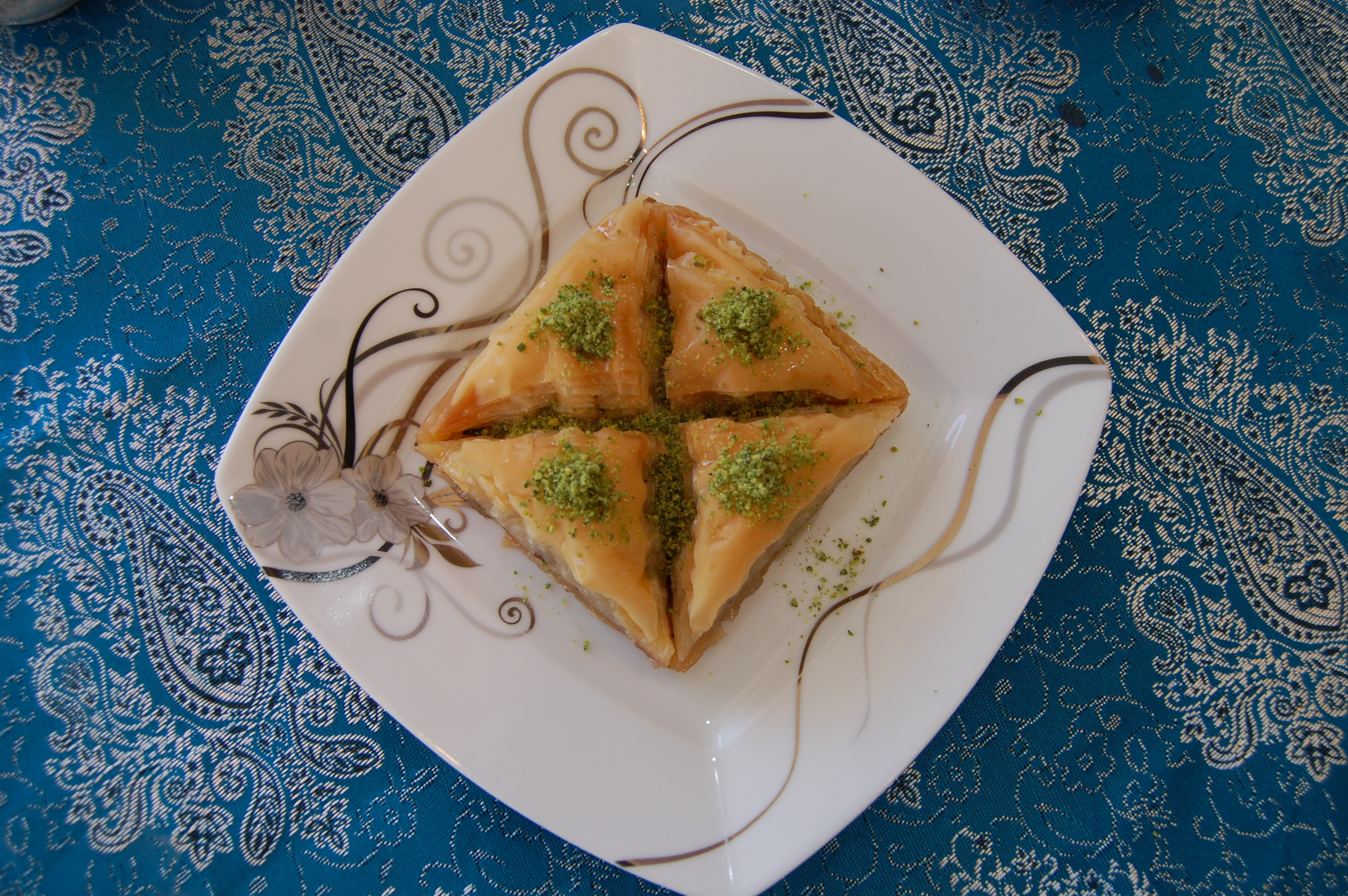
Baklawa siriano

Nella cucina siriana, il baklava (arabo: البقلاوة, siriaco: ܒܩܠܘܐ) è un dessert servito principalmente in occasioni speciali come Eid al-Fitr, o Natale siriano. È composto da 24 strati di pasta fillo imburrata, un ripieno di pistacchi tritati o noci tritate (le noci sono preferite) e uno sciroppo composto da zucchero, acqua di fiori d'arancio e succo di limone. Il baklava siriano ha molte forme, ma la forma a diamante è la più comune. Una ricetta siriana del baklava fu introdotta nella città turca di Gaziantep nel 1871 da Çelebi Güllü, che aveva imparato la ricetta da uno chef della città di Damasco, che la trasformò nel baklava di Gaziantep che conosciamo oggi.

### Armenia
Baklava armena, conosciuta in armeno come pakhlava (armeno: Փախլավա) Ha la forma di un diamante e spesso ha una nocciola, una mandorla o mezza noce posizionata su ogni pezzo. Viene spesso servito in occasioni speciali come il Natale armeno o Pasqua armena.
Il baklava armeno presenta alcune varianti su quanti strati di fillo siano presumibilmente da utilizzare. Una variante utilizza 40 fogli di pasta per richiamare i 40 giorni di Quaresima che Gesù trascorse nel deserto dove digiunò. Un'altra variante è simile allo stile greco del baklava, che si suppone sia fatto con 33 strati di pasta, in riferimento agli anni della vita di Gesù.
La città di Gavar prepara la sua versione di baklava. È fatto con 25 strati di pasta, ha un ripieno di noci pulite e tritate, zucchero e uno sciroppo che viene versato sul baklava finito composto da miele e fiori. Questo tipo di baklava veniva preparato in passato allora città armena di Bayazet, ma la gente che viveva lì emigrò a Gavar e nelle regioni circostanti nel 1830.

### Azerbaijan

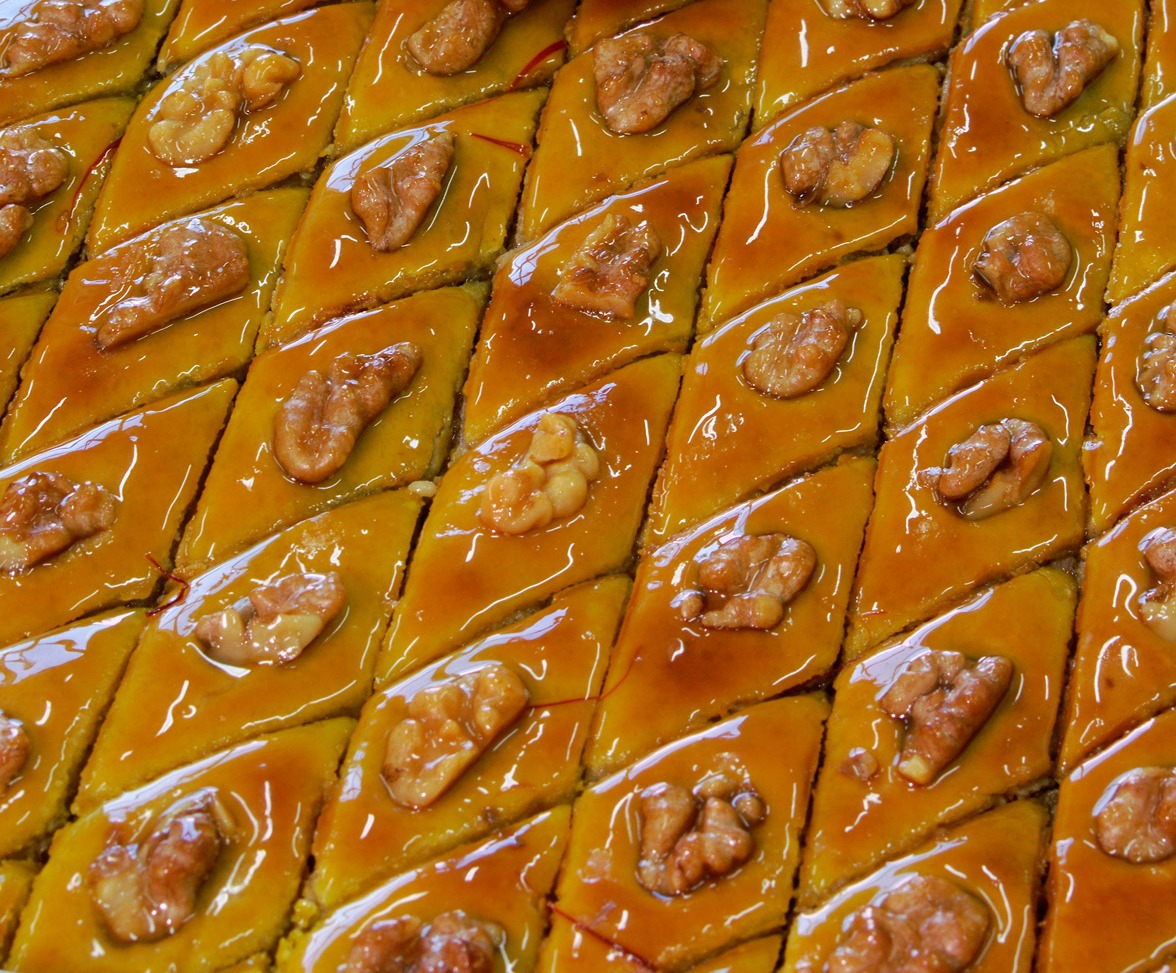
Paxlava azera

Il baklava azero (in azero Azərbaycan paxlavası) è fatto principalmente per occasioni speciali (come Nowruz). Per la preparazione vengono utilizzati dolci, cardamomo e zafferano. Come ripieno si usano noci (principalmente nocciole, mandorle o noci) e zucchero, mentre come dolcificante si usa lo sciroppo.I gruppi etnici nativi di diverse regioni (come i Lezgins e i Tat people) hanno contribuito ad alcune varianti regionali.
- Tenbel pakhlava è ripieno di mandorle o noci ed è composto da 8-10 strati. Lo strato superiore è ricoperto di tuorlo.[41][42] Su ogni pezzo a forma di diamante viene posta mezza noce.[43]
- Ganja pakhlava ha un ripieno di mandorle, zucchero e cardamomo. Vengono utilizzati 18 strati di pasta.[43] petali di rosa vengono aggiunti all'impasto.[44][45]
- Guba pakhlava ha uno strato superiore ricoperto di Zafferano. Utilizza 50 livelli rishta.[46][47]
- Sheki pakhlava,o Sheki halva, è fatto con rishta (impasto fatto con farina di riso), ripieno (nocciole, cardamomo) e sciroppo.[43][44]

### Balcani

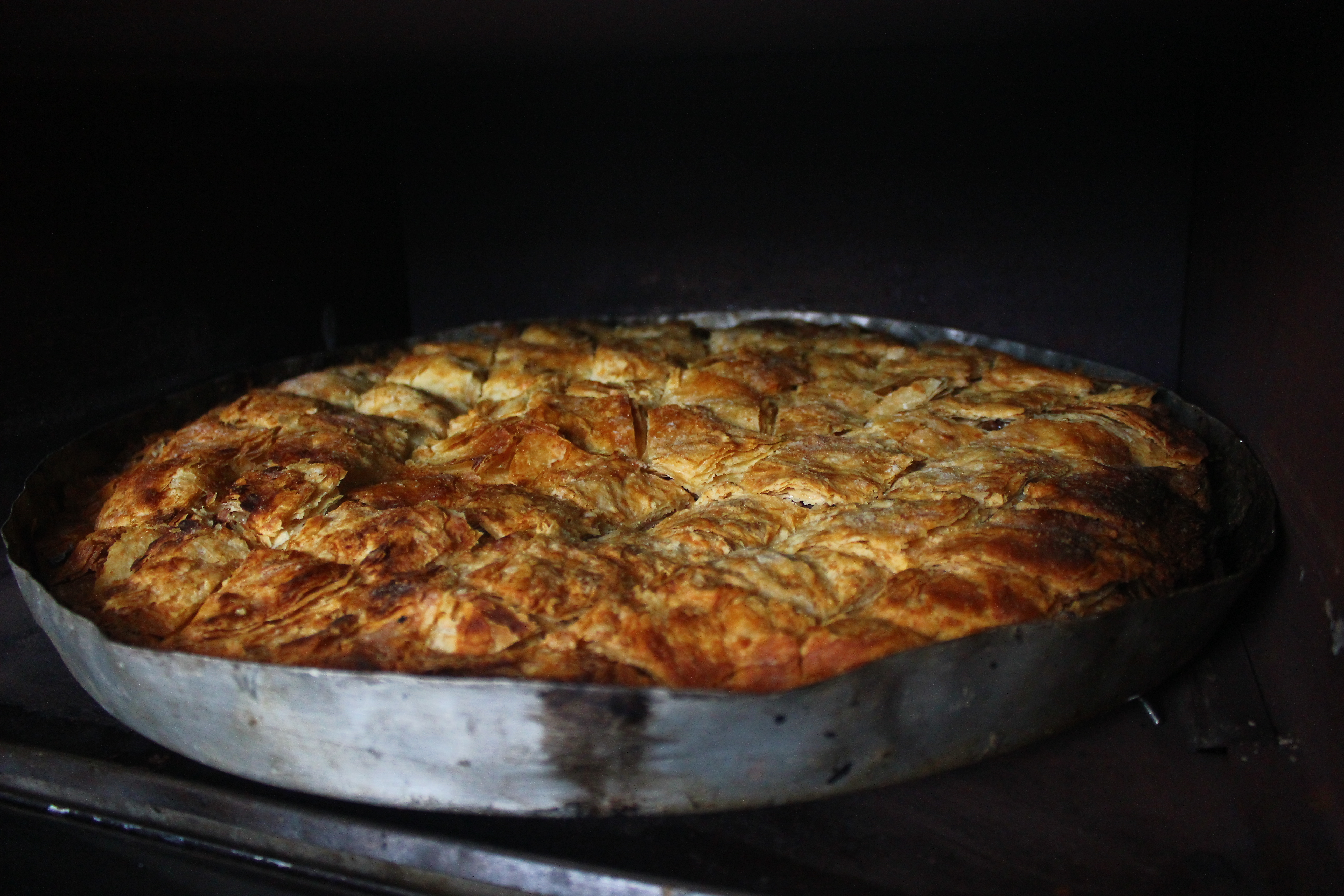
Un vassoio di baklava in Kosovo

Nella cucina bosniaca, Ružice è il nome della variante regionale del baklava.
Il baklava esiste anche nella cucina rumena, ed è noto come baclava in rumeno. È uno dei dessert più amati dai rumeni insieme al Kanafeh (cataif) e al sarailia. In Romania, alcune pasticcerie turche che vendono baklava hanno una notevole popolarità. Sono comuni nel sud e nel sud-est del paese, ma alcune esistono anche nella parte orientale. In Bulgaria, il baklava è molto popolare durante le festività invernali, quando le persone lo mangiano come dessert dopo cena.

### Grecia

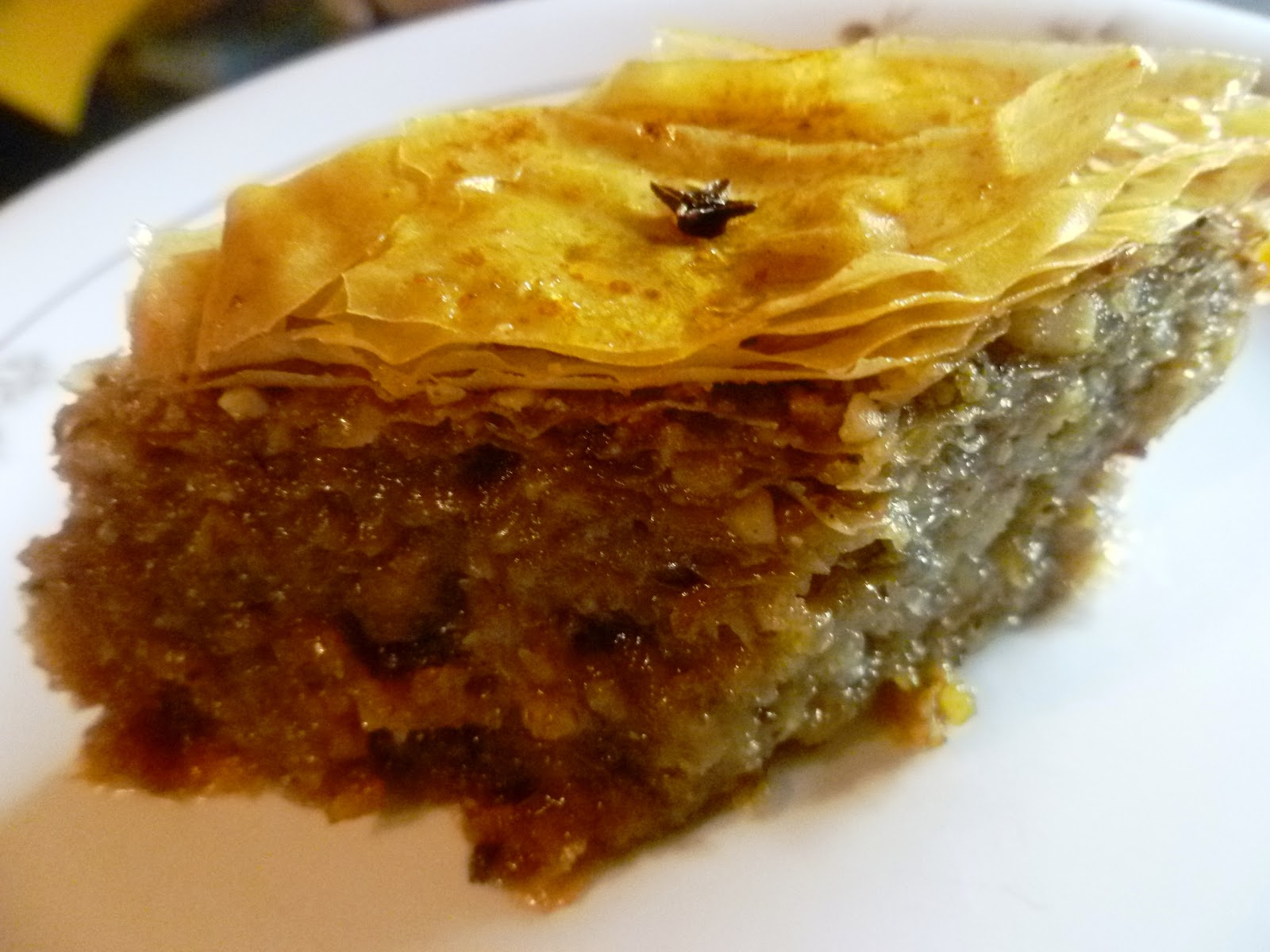
Baklava greca con noci

Nella cucina greca, le noci sono più comuni dei pistacchi e il dessert è aromatizzato con cannella. La baklava greca (greco: Μπακλαβάς) si presenta in molte forme regionali, con nomi diversi come samousades, zournadakia e masourakia. In generale, nella Grecia meridionale la baklava è fatta principalmente con mandorle tritate e nella nord con noci. Alcune ricette utilizzano nocciole, semi di sesamo o uvetta. Lo sciroppo è fatto di zucchero, miele, acqua, cannella e scorza di arancia o limone. Si suppone che il baklava greco sia fatto con 33 strati di pasta fillo, che si riferiscono agli anni di vita di Gesù.

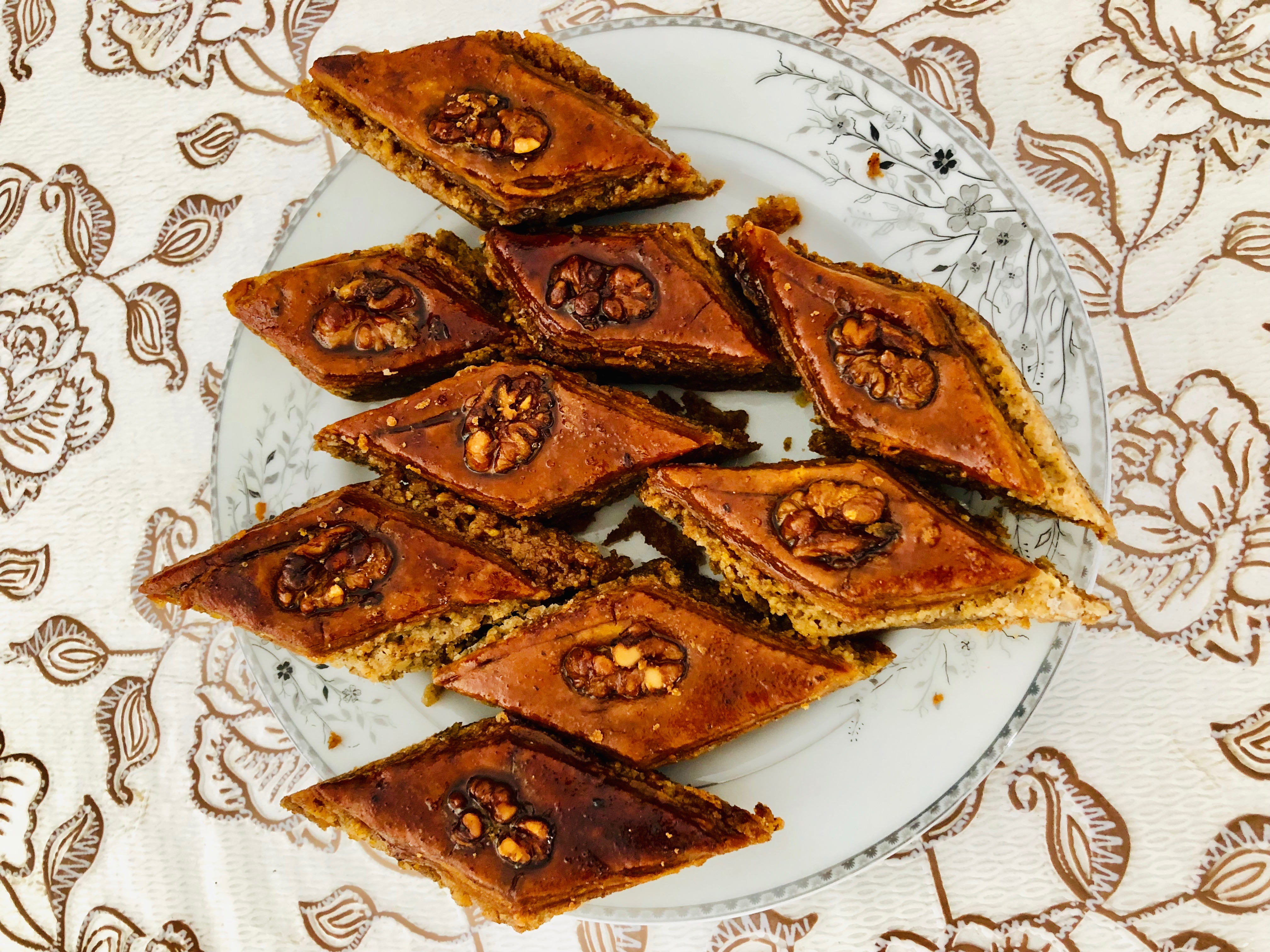
Baklava armeni

Sull'isola di Lesbo in Grecia un tipo di baklava è ancora noto come placenta (in greco πλατσέντα?), che è il nome di un antico dolce greco che è spesso visto come il predecessore del baklava. Quest'ultimo è un dessert al forno con strati di pasta molto sottili e noci tritate. La base per questa moderna placenta è fatta con foglie di pasta fillo e noci impilate le une sulle altre. Dopo la cottura, viene imbevuto in uno sciroppo semplice e cosparso di cannella.

### Iran
Il baklava iraniano (in persiano باقلوا‎) è meno croccante e utilizza meno sciroppo rispetto ad altre varianti di baklava. Le città di Yazd, Tabriz, Qazvin, Kashan e la provincia di Gilan sono famose per i loro varianti del baklava, ampiamente diffuse in Iran. Il baklava iraniano utilizza una combinazione di mandorle tritate, nocciole o noci e pistacchi speziati con zafferano, cardamomo o gelsomino. Per lo sciroppo vengono utilizzati acqua di rose, succo di limone, zucchero, miele e acqua. Il baklava iraniano può essere tagliato a rombi o quadrati. Una volta pronto, spesso viene guarnito con pistacchi tritati, petali di rosa, gelsomino o polvere di cocco a seconda della regione.

### Turchia

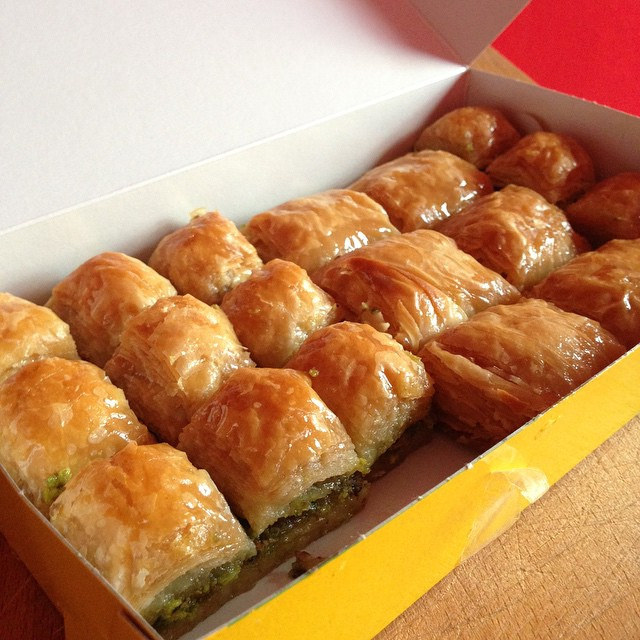
Baklava di Gaziantep

Nella cucina turca, il baklava è tradizionalmente farcito con pistacchi, noci o mandorle (in alcune parti della regione dell'Egeo). Nella regione del Mar Nero le nocciole sono comunemente usate come ripieno per il baklava. Le nocciole vengono utilizzate anche come ripieno per il dessert turco Sütlü Nuriye, una versione più leggera del dessert che sostituisce il latte allo sciroppo semplice utilizzato nelle ricette tradizionali del baklava.

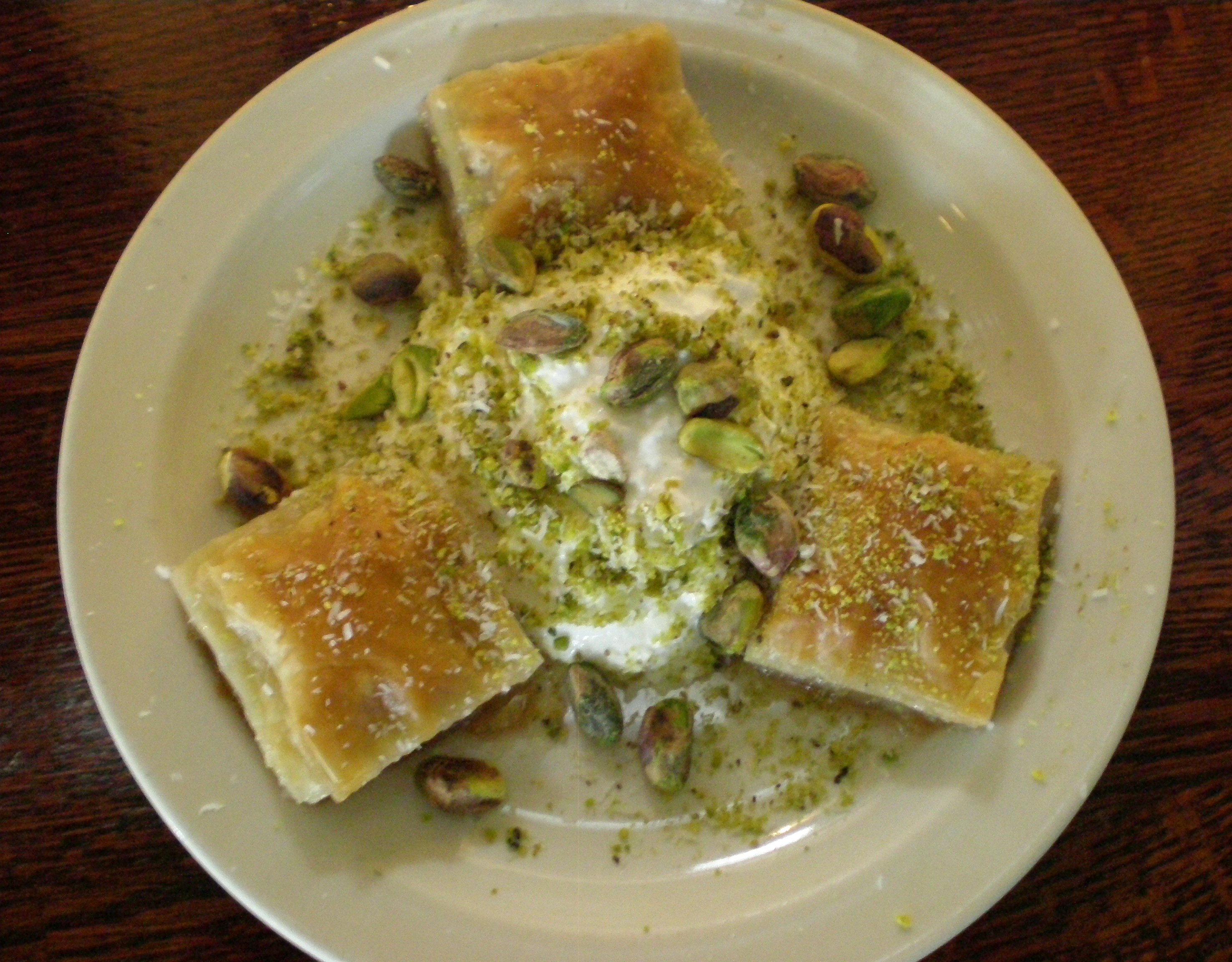
Baklava turchi serviti con kaymak (panna di bufala) e pistacchi

Şöbiyet è una variante che include kaymak come ripieno, oltre alle tradizionali noci. La città di Gaziantep nella Turchia centro-meridionale è famosa per il suo baklava fatto con pistacchi locali, spesso servito con la crema kaymak. Il dessert fu introdotto a Gaziantep nel 1871 da Çelebi Güllü, che aveva imparato la ricetta da uno chef di Damasco. Nel 2008, l'ufficio brevetti turco ha registrato un'indicazione geografica per Antep Baklava, e nel 2013, Antep Baklavası o Gaziantep Baklavası è stato registrato come Indicazione Geografica Protetta dalla Commissione europea. Il baklava di Gaziantep è il primo prodotto turco a ricevere una denominazione protetta dalla Commissione europea.

## Preparazione
Il baklava è un dolce complesso e stratificato, di sottili sfoglie di pasta fillo, proprio come foglie o fogli di carta, imburrate e appoggiate in una teglia: noci tritate più o meno finemente (le quali possono essere sostituite da pistacchi), vengono sparse sui vari strati, che vengono poi cotti al forno, prima di essere imbevuti con una soluzione di zucchero e succo di limone o miele e spezie con acqua di rose. Nelle tradizioni greca e turca, a questo punto viene tagliato in triangoli, quadrati o rettangoli, in Libano la forma prediletta è quella del diamante/rombo o sempre in Turchia, arrotolato e tagliato in fette circolari. Come quasi tutti i piatti molto diffusi, quasi ogni regione, o forse quasi ogni famiglia, ne conserva una ricetta diversa.
Tradizionalmente secondo gli Ortodossi il numero di strati che compongono il baklava ammonta a 33, in riferimento agli anni della vita di Cristo.

## Marchio IGP
La Antep baklavası o Gaziantep Baklavas è una denominazione che designa un tipo di baklava il cui ingrediente principale è il pistacchio di Antep (Antep fıstığı) e prodotto nella provincia di Gaziantep in Turchia. Conosciuta per i suoi pistacchi, la città di Gaziantep ha più di un centinaio di pasticcerie e ha la fama di produrre il miglior baklava di tutta la Turchia.
Nel dicembre 2013, a livello europeo, la denominazione Antep Baklavası / Gaziantep Baklavas è stata riconosciuta indicazione geografica protetta (IGP).